# La jaula de oro
La jaula de oro (lit. A Jaula de Ouro) é uma telenovela mexicana produzida por José Rendón para a Televisa e exibida pelo Canal de las Estrellas entre 28 de abril e 1 de agosto de 1997, substituindo Te sigo amando e sendo substituída por María Isabel.
É um remake da telenovela De pura sangre, produzida em 1985.
A trama foi protagonizada por Edith González e Saúl Lisazo e antagonizada por René Casados e Antonio Medellín.

## Enredo
Alex Moncada é um escritor dos EUA, que se casou com uma mulher chamada Carolina Duarte. No entanto, poucos dias antes de seu casamento, Carolina morre em circunstâncias misteriosas. Alex faz uma viagem onde ele é acusado injustamente de assassinar uma mulher e ele é preso por isso. Mas há um incêndio na prisão, e ele consegue fugir . 
Alex decide investigar a morte de sua esposa para descobrir o verdadeiro assassino mas para isso, deve entrar em contato com Oriana, a irmã gémea de Carolina. 
Oriana é uma mulher com mentalidade de uma criança. Está traumatizada psicologicamente, porque aos 10 anos ela foi brutalmente estuprada por um funcionário de seu avô; não se recorda de nada do que aconteceu, mas quando presencia uma situação de violência, sua mente se bloqueia. Ela vive isolada da sociedade, em uma grande mansão no campo, chamado Villa Miraflores, com seus cães e sua tia, Ophelia. 
Flavio é um advogado, que é casado com Oriana,mas ele apenas está interessado na fortuna dela. Ele não a satisfaz em nenhum sentido, mas ao encontra e Alex se apaixona por ele. Alex encontra Oriana já que ambos herdaram uma grande fortuna: Alex por parte de sua esposa e Oriana por parte de seu avô, mas deve passar por dificuldades, porque eles são cercados por pessoas ambiciosas, que tem como único objetivo, conseguir a fortuna dos Valtierra.

## Elenco
- Saúl Lisazo  -Alex Moncada/Franco
- Edith González  - Oriana Valitierra/Carolina Valitierra/Renata Duarte
- María Teresa Rivas  -Ofelia  Casasola
- René Casados  - Flavio  Canet
- Antonio Medellín - Omar
- Patricio Castillo - Benjamín Acevedo
- Cecilia Coronel - Elis Canet
- Arcelia Ramírez - Martha
- Vanessa Bauche - Cristina
- Socorro Bonilla - Doña Tere
- Fernando Sáenz - Valerio
- Jaime Lozano - Artemio
- Kenia Gazcón - Camelia
- Alpha Acosta - Marianela
- Isaura Espinoza - Dolores
- Edi Xol - Alberto
- Ricardo Dalmacci - Gustavo
- María de Souza - Amira
- Bárbara Gómez - Regina
- Tony Marcín - Ana
- Ana María Jacobo - Severina
- Ernesto Rivas - Sergio
- Janet Ruiz - Rosa
- Fernando Rubio - Maximino
- Zulema Cruz - Locutora
- Claudio Rojo - Oficial de policía
- Judith Muedano - Recepcionista
- Francisco Haros - César Valtierra
- Liliana de Ita - Señora
- José Olivares - Hombre joven
- Julián de Jesús Núñez - Pedro
- María Dolores Oliva - Irene

## Exibição
Foi reprisada pelo canal TLNovelas entre 31 de maio a 20 de agosto de 1999.

## Outras Versões
- "De pura sangre", novela produzida por Ernesto Alonso em 1986 e protagonizada por Christian Bach e Humberto Zurita.

- "Amor bravío" produzida por Carlos Moreno Laguillo em 2012, sendo protagonizada por Silvia Navarro e Cristián de la Fuente, com as participações antagónicas de Leticia Calderón, Flavio Medina,  César Évora y Laura Carmine.

## Ligações Externas
- La jaula de oro. no IMDb.
- La jaula de oro em alma-latina.net